# (3839) Bogaevskij
(3839) Bogaevskij (1971 OU) – planetoida z grupy pasa głównego asteroid okrążająca Słońce w ciągu 3,84 lat w średniej odległości 2,45 j.a. Odkrył ją Nikołaj Czernych 26 lipca 1971 roku.